# 藤村益蔵
藤村 益蔵（ふじむら ますぞう、1895年（明治28年）12月10日 - 1978年（昭和53年）10月29日）は、大日本帝国陸軍軍人。最終階級は陸軍少将。

## 経歴
1895年（明治28年）に福岡県で生まれた。陸軍士官学校第30期、陸軍大学校第39期、東京帝国大学政治学科卒業。1939年（昭和14年）3月9日、陸軍歩兵大佐進級と同時に第4軍高級参謀に就任し、1940年（昭和15年）3月に陸軍省人事局恩賞課長となった。1942年（昭和17年）2月に歩兵第56連隊長（南方軍・第15軍・第18師団）に就任し、ビルマ侵攻に参加。
1943年（昭和18年）3月1日に陸軍少将に進級し、またこの頃に第25軍軍政監部総務部長兼第25軍参謀となる。3月31日に馬来軍政監部総務部長に転じ、8月2日に馬来軍政監となった。1944年（昭和19年）1月7日に第29軍参謀長に転じ、マレー半島の守備に就いた。1945年（昭和20年）2月1日に第13方面軍参謀長兼東海軍管区参謀長に就任し、名古屋で本土決戦に備えたが、7月5日に四国軍管区参謀長に転じ、善通寺で終戦を迎えた。終戦後の8月23日に陸軍省人事局附となった。
1947年（昭和22年）11月28日、公職追放仮指定を受けた。